# Cuchilla de Guaviyú
Cuchilla de Guaviyú est une ville de l'Uruguay située dans le département de Salto. Sa population est de 151 habitants.

## Population
| Année | Population |
| ----- | ---------- |
| 1963  | 289        |
| 1975  | 220        |
| 1985  | 181        |
| 1996  | 131        |
| 2004  | 151        |

,